# 埃斯泰尔奈
埃斯泰尔奈（法語：Esternay，法語發音：[ɛstɛʁnɛ]）是法国马恩省的一个市镇，属于埃佩尔奈区。

## 地理
埃斯泰尔奈（48°43'55"N, 3°33'34"E）面积31.98 平方千米，位于法国大東部大區马恩省，该省份为法国东北部内陆省份，北起阿登省，西北接埃纳省，西南接塞纳-马恩省，南至奥布省，东南接上马恩省，东临默兹省。
与埃斯泰尔奈接壤的市镇（或旧市镇、城区）包括：尚吉永、莫兰河畔沙蒂永、库尔日沃、埃斯卡尔德、勒梅圣埃普安、讷维、拉努。

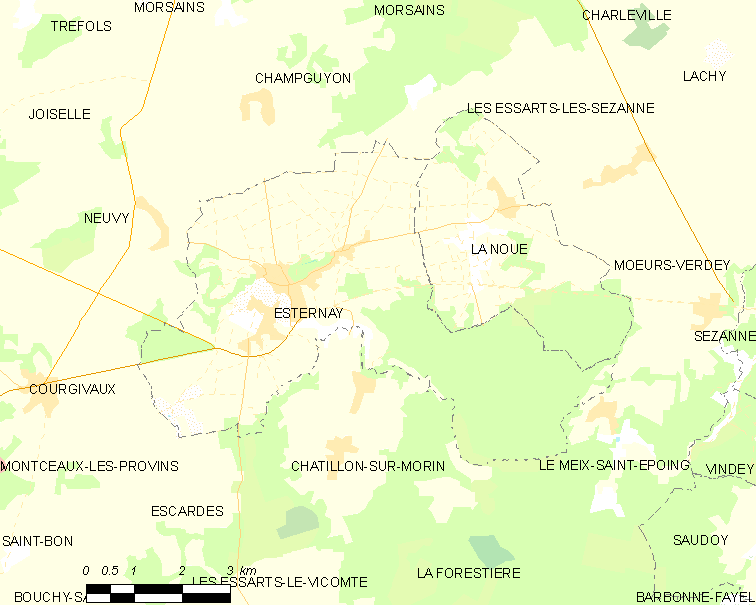
埃斯泰尔奈的OSM定位图

埃斯泰尔奈的时区为UTC+01:00、UTC+02:00（夏令时）。

## 行政
埃斯泰尔奈的邮政编码为51310，INSEE市镇编码为51237。

## 政治
埃斯泰尔奈所属的省级选区为塞扎讷-布里-香槟县。

## 人口

1962-2008年间埃斯泰尔奈人口变化图示

埃斯泰尔奈于2022年1月1日时的人口数量为1776人。